# Bernie Taupin
Bernie Taupin est un poète et parolier britannique, né le 22 mai 1950 à Sleaford (Lincolnshire, Angleterre).
Sa carrière est essentiellement connue pour son travail de parolier, sur la plupart des chansons d'Elton John.

## Biographie

### Jeunesse
Bernard John Taupin naît le 22 mai 1950 dans la ferme « Flatters House », entre le village d'Anwick et la ville de Sleaford en Lincolnshire. Sa mère est Daphne (née Cort) et son père, Robert Taupin,. Ses grands-parents paternels étaient français, et son père a grandi à Dijon. Ce dernier était employé comme éleveur dans un immense domaine fermier près de la ville de Market Rasen et sa mère travaillait comme gouvernante, ayant auparavant vécu en Suisse. Sa famille, plus tard, aménage dans le manoir de Rowston, une étape importante par rapport à la ferme « Flatters House » qui n'avait pas d'électricité,.
Son père décide de tenter à l'agriculture indépendante, c'est pourquoi la famille déménage dans la Maltkiln Farm en mauvais état au village d'Owmby-by-Spital, où est né son frère cadet de 11 ans, Kit,.
Contrairement à son grand frère, Tony, ayant fait ses études au lycée, il n'est pas un bon élève, même s'il montre un penchant précoce pour l'écriture. À 15 ans, il quitte l'école et commence à travailler en tant qu'apprenti dans l'atelier d'impression d'une presse locale The Lincolnshire Standard, dans l'espoir de devenir journaliste. Il quitte sous peu cet emploi, et passe les derniers jours de son adolescence à traîner avec des amis, à faire de l'auto-stop sur les routes pour assister au club de danse pour jeunes dans des villages, jouer à l'Aston Arms Pub de Market Rasen et à boire,.

### Collaboration avec Elton John
En 1967, Bernie Taupin répond à une annonce publiée par le label Liberty Records A&R, dans le journal New Musical Express,. Le producteur Ray Williams recherche des talents et Elton John répond à la même annonce. Lorsqu'Elton se présente au label, il explique qu'il sait chanter et composer la musique, mais qu'il ne sait pas écrire de paroles. Le producteur lui tend alors une enveloppe scellée d'une candidature de parolier, prise au hasard. Elton John l'ouvre dans le métro, sur le chemin du retour et découvre les textes de Taupin. De cette rencontre va naître une grande amitié, et une collaboration sur plus de 30 albums, qui se poursuit toujours.

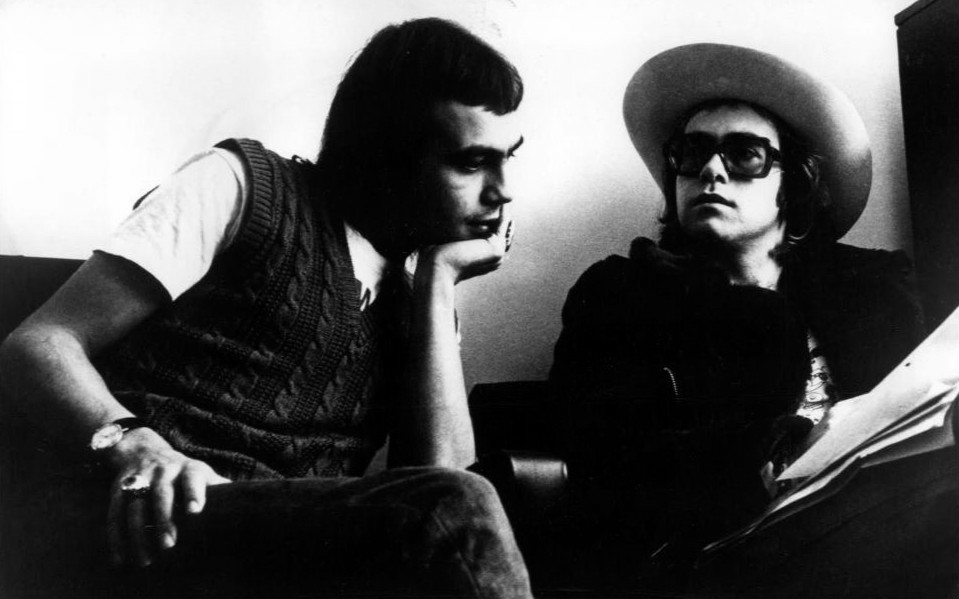
Avec Elton John (droite), en 1971.

Il écrit la majorité des textes d'Elton John, parmi lesquels figurent notamment les chansons : Your Song (1970), Tiny Dancer (1971), Rocket Man (1972), Candle in the Wind (1973 / 1997), Bennie and the Jets (1973), Goodbye Yellow Brick Road (1973), Don't Let the Sun Go Down on Me (1974), Sorry Seems to Be the Hardest Word (1976), Don't Go Breaking My Heart (1976, duo avec Kiki Dee), I'm Still Standing (1983), Guess That's Why They Call It The Blues (1983), Nikita (1985), Sacrifice (1989) et The one (1992).

### Carrière solo et autres collaborations
En plus de son travail de parolier pour Elton John, Bernie Taupin publie trois albums sous son nom, mais s'il chante sur les deux derniers, sur le premier toutefois, Taupin,  il récite sa poésie sur des musiques composées pour elle. Il s'entoure sur son premier album, de grands musiciens dont Shawn Phillips au sitar, à la guitare 6 et 12 cordes ainsi qu'au koto et au chant, Ron Chesterman à la contrebasse, il jouait pour le groupe britannique The Strawbs, Caleb Quaye et Davey Johnstone à la guitare, ce dernier est aussi au luth et à la mandoline. C'est un album de créations orales de sa poésie avec une musique qui tourne autour d'elle. Elton John participe, en tant que choriste, aux deux autres albums He who rides the tiger en 1980 et Tribe en 1987. Caleb Quaye a accompagné Elton sur ses 4 premiers albums studio.
Il a aussi formé un groupe éphémère, Farm Dogs, avec l'ex Family et Cockney Rebel Jim Cregan à la guitare, Dennis Tufano (en) à la guitare et à la harpe, ainsi que Robin LeMesurier à la guitare et au dobro. Ils n'ont publié que deux albums : Last Stand in Open Country en 1996, qui inclut la chanteuse Sheryl Crow sur la chanson Burn This Bed. Ray Cooper, le percussionniste d'Elton John, la violoncelliste Sarah O'Brien et le bassiste Bob Glaub jouent aussi sur ce disque. Puis en 1998, ils produisent l'album Immigrant Sons avec l'apport de Tad Wadhams à la basse, à la harpe et au chant, et le batteur Tony Brock qui joue aussi aux claviers, et Billy Payne à l'orgue Hammond et au piano.

## Collaboration avec d'autres artistes
En plus d'écrire pour Elton John, Taupin a également écrit des textes à l'usage d'autres groupes, avec des succès notables tels que "We Built This City", qui a été enregistré par Starship (anciennement connu sous le nom de Jefferson Airplane puis Jefferson Starship), et "These Dreams", par Heart (tous deux en collaboration avec le compositeur et musicien britannique Martin Page). En 1978, il coécrit l'album "From the Inside" avec Alice Cooper.

## Influences
Sa mère a étudié la littérature française et son grand-père maternel, John Leonard Palchett "Poppy" Cort, était professeur de lettres classiques, diplômé de l'université de Cambridge. Ils lui ont donné le goût de la nature, la littérature et la poésie, qui lui a permis d'écrire ses premiers textes,.

## Discographie
Solo
- 1971 : Taupin (avec Shawn Phillips, Caleb Quaye, Ron Chesterman, Davey Johnstone)
- 1980 : He Who Rides a Tiger (avec David Foster, Elton John, Jeff Porcaro, etc.)
- 1987 : Tribe (avec Elton John, Gordon Neville, Hamish Stuart, Bruce Hornsby, etc.)

Avec Farm Dogs
- 1996 : Last Stand in Open Country (avec Sheryl Crow au chant sur Burn This Bed)
- 1998 : Immigrant Sons

## Distinctions
- Golden Globes 2020 : meilleure chanson originale pour (I'm Gonna) Love Me Again dans Rocketman
- Oscars 2020 : meilleure chanson originale pour (I'm Gonna) Love Me Again dans Rocketman
- Intronisé au Rock'n'Roll Hall Of Fame en 2023
- Prix Gershwin (en) de la Bibliothèque du Congrès en 2024[9]

## Cinéma
- Rocketman (2019) de Dexter Fletcher, Bernie Taupin est incarné par Jamie Bell.